# جوردن كوبر

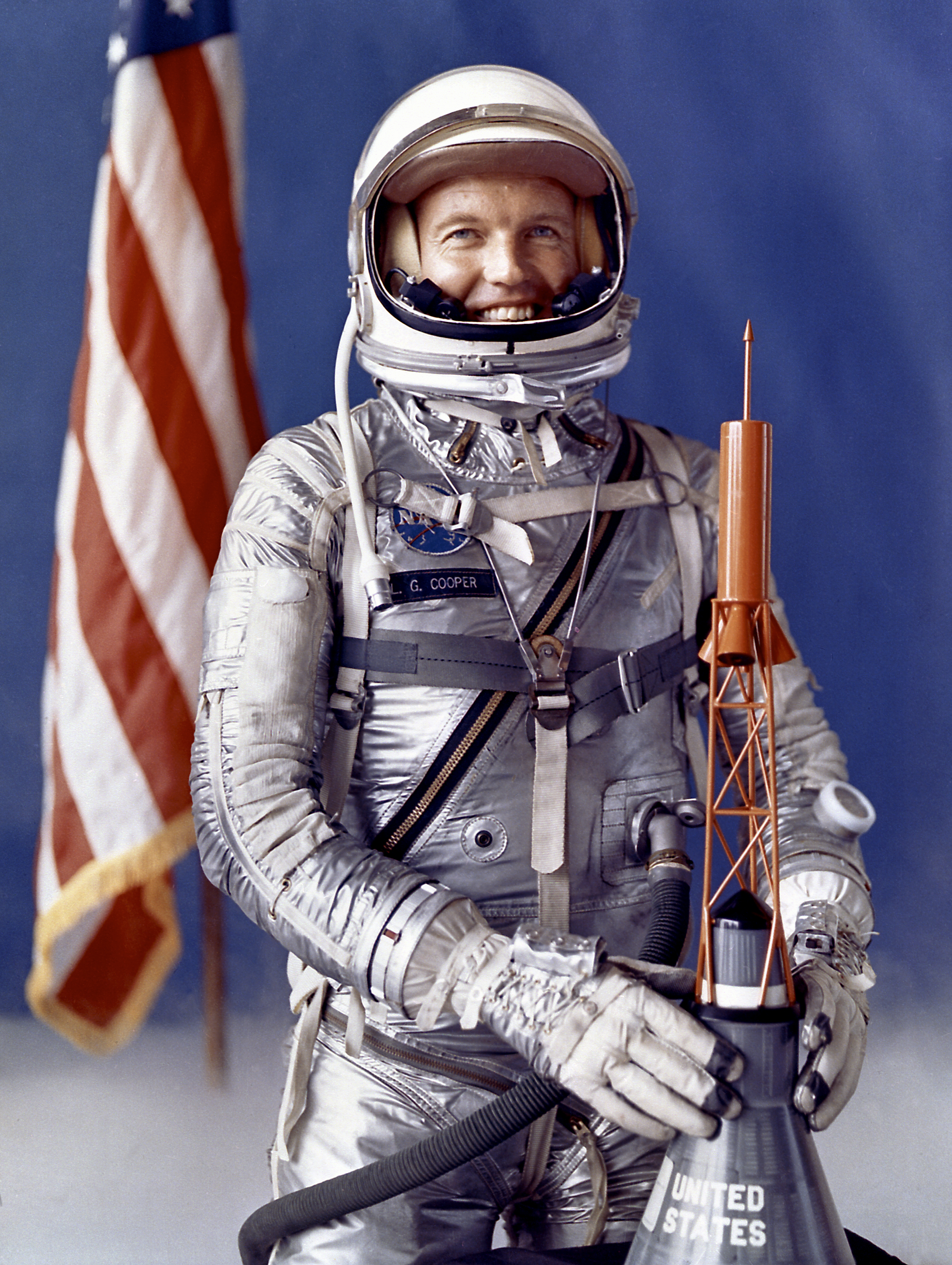

جوردن كوبر (بالإنجليزية: Gordon Cooper)‏ أحد رواد الفضاء، ولد 6 مارس 1927، وتوفي في 4 أكتوبر 2004. كان مهندسا ورائدا للفضاء وينتمي إلى السبعة رواد فضاء أوائل في برنامج ميركوري لغزو الفضاء. أشترك في برنامج ميركوري، أول مشروع أمريكي لأرسال إنسان إلى الفضاء وينتمي إلى السبعة رواد الأوائل الأمريكيين لغزو الفضاء. طار أطول فترة والبقاء في مدار الأرض خلال برنامج ميركوري، وكان أول أمريكي ينام في الفضاء، وكان آخر رائد فضاء أمريكي يصعد منفردا في مدار حول الأرض لإجراء رحلة فضائية بمفرده.

## نشاطه في برنامج أبولو
اُختير كوبر ليكون قائد الطاقم الاحتياطي ل أبولو 10 وكان أمله أن يقود بعثة أبولو 13. لكنه اختلف مع ناسا، واختارت ناسا ألان شيبارد لهذه الرحلة إلى القمر. بعد ذلك عين شيبارد لقيادة طاقم أبولو 14 بدلا عن أبولو 13 التي قادها جيم لوفيل. وقد اعتزل كوبر الطيران بعد أن طار في رحلات فضائية في مدار الأرض مدة 222 ساعة في الفضاء. ترك ناسا والقوات الجوية في 31 يوليو 1970.

## اقرأ أيضًا
- نيل أرمسترونج
- بز ألدرن
- ميشائيل كولينز
- لويس فريدمان
- يوجين سيرنان
- جون يونغ
- توماس ستافورد
- ستيفن ماران

## وصلات خارجية
- Spacefacts biography
- http://www.jamesoberg.com/gordon_cooper2008comments.pdf نسخة محفوظة 24 يناير 2022 على موقع واي باك مشين.
- NASA biography for 40th Anniversary of Mercury 7
- Johnson Space Center biography
- Remembering 'Gordo' – NASA memories of Gordon Cooper نسخة محفوظة 30 مايو 2023 على موقع واي باك مشين.
- Interview with Cooper about UFOs and aliens (with much added speculation)
- Space.com article, Pioneering Astronaut Sees UFO Cover-up
- جوردن كوبر على موقع IMDb (الإنجليزية)
- جوردن كوبر على موقع الموسوعة البريطانية (الإنجليزية)
- جوردن كوبر على موقع الموسوعة البريطانية (الإنجليزية)
- جوردن كوبر على موقع مونزينجر (الألمانية)
- جوردن كوبر على موقع إن إن دي بي (الإنجليزية)
- جوردن كوبر على موقع قاعدة بيانات الفيلم (الإنجليزية)
- Gordon Cooper Technology Center
- Encyclopedia of Oklahoma History and Culture - Cooper, Leroy Gordon